# Peter Beck
Peter Beck est un ingénieur et dirigeant d’entreprise néo-zélandais. Il a fondé et dirige Rocket Lab.

## Origines
Beck a grandi à Invercargill. Son père est un ancien directeur de musée et galerie d'art et gemmologue. Sa mère est enseignante.
Sa famille adorait les machines. Il a développé un intérêt pour les moteurs puissants à l'adolescence, et il a passé du temps à travailler sur une vieille Mini et à la suralimenter.
Enfant, il voulait construire des fusées en grandissant. Son conseiller d'orientation professionnelle au lycée a demandé une rencontre avec ses parents parce qu'ils craignaient que l'emploi de ses rêves ne corresponde à aucune « case prédéfinie » et qu'il soit « absurdement irréalisable ».

## Carrière
Il décrit le cours de sa carrière comme « lui permettant d'en savoir plus ou de fournir des ressources pour finalement construire des fusées plus grosses et meilleures ».
Beck a quitté la maison à 17 ans pour devenir apprenti outilleur chez Fisher & Paykel,. Pendant qu'il travaillait là-bas, il a utilisé l'atelier de l'entreprise pour expérimenter des fusées. Il n'a jamais fréquenté l'université.
Il a ensuite travaillé chez  Industrial Research (maintenant Callaghan Innovation),. Il a travaillé sur des matériaux intelligents, composites et supraconducteurs. Pendant qu'il y travaillait, il a rencontré Stephen Tindall, qui a ensuite investi dans Rocket Lab.

### Rocket Lab
Beck a créé Rocket Lab en 2006 et en novembre 2009, elle est devenue la première entreprise privée de l'hémisphère sud à atteindre l'espace, avec sa fusée-sonde Ātea-1. La société n'a pas poursuivi les lancements de fusées-sondes, passant plutôt à l'activité de lancement orbital. La société a développé la fusée Electron à deux étages à carburant liquide, dont le premier vol a eu lieu en mai 2017. Le vol inaugural a échoué. En janvier 2018, elle a atteint l'orbite pour la première fois, déployant trois CubeSats pour des clients (et leur propre satellite, le Humanity Star). À la fin-2022, la société avait lancé avec succès au total 32 missions similaires.

## Vie privée
Beck est marié à une ingénieure, et a deux enfants.